# 서울 이화여자대학교 파이퍼 홀
서울 이화여자대학교 파이퍼 홀은 서울특별시 서대문구 이화여자대학교에 있는 일제강점기의 건축물이다. 2002년 5월 31일 대한민국의 국가등록문화재 제14호로 지정되었다.

## 개요
고딕양식의 균형잡힌 외관과 세부의 섬세한 처리가 조화를 이룬 건물로서 입구의 고딕식 첨두아치구조와 창호가 그대로 보존되고 있는 등 의장성·구조 및 공간 등에서 변형이 적은 상태이며, 우리나라의 여성고등교육기관을 대표하는 건물이다.
1935년 신촌에 본관으로 신축한 건물로, 한국전쟁 중 부분적 파손이 있었으나 이후 원래 모습으로 복구하였다.

## 같이 보기
- 윌리엄 메렐 보리스

## 참고 자료
- 서울 이화여자대학교 파이퍼 홀 - 국가유산청 국가유산포털